# Mallotus sathavensis
Mallotus sathavensis là một loài thực vật có hoa trong họ Đại kích. Loài này được Thin mô tả khoa học đầu tiên năm 1995.